# 恋と弾丸
『恋と弾丸』（こいとだんがん）は、箕野希望による日本の漫画作品。
『プレミアCheese!』（小学館）にて、2018年4月号から2019年4月号まで連載。並行して『Cheese!』（同社）にて集中連載として2019年6月号から連載を開始し、そのまま2022年8月号まで連載。『プレミアCheese!』では連載と並行して、特別編『恋と弾丸 Special Bullet』を2019年6月号から2022年8月号まで連載。2022年11月時点で単行本全12巻の累計発行部数は500万部を突破している。
普通の女子大生・ユリが、ふとしたことでヤクザの若頭・桜夜才臣と出会い、互いに惹かれ合ったふたりが危険な恋にのめり込んでいく姿を描く。
MBSドラマ特区枠で実写ドラマ化され、2022年10月から12月まで放送された（後述）。
後日譚となる読み切りが『プレミアCheese!』2024年4月号にて、「桜夜紅は、小学1年生！」のタイトルで掲載されている。

## あらすじ
勝ち気な女子大生のユリは、友人とふたりで参加したホームパーティから帰ろうとして、ドラッグパーティの部屋に迷い込んでしまい、違法ドラッグ漬けにされそうになる。そこに現れた桜夜組若頭の桜夜才臣にユリたちは助けられ、「質の悪い男に絡まれたら100パーセント盾になる」という自分の名刺を渡される。
その2週間後、関わらない方がいいとは思いながらも、助けられた時にかけてもらったコートを返し、お礼を言うために桜夜組を尋ねる。才臣も友人を守ろうとしたユリの強さに惹かれていると打ち明け、ユリも才臣の優しい笑顔と口説きに魅了される。
だが、その別れ際に才臣は敵対勢力に遠くから狙撃される。弾はかすめただけでかすり傷だったが、ユリは桜夜の住む世界の危険性を思い知る。
ユリはもう二度と関わらない、境界線は絶対に超えないと思ったが、桜夜への想いは断ち切れず、才臣からの呼び出しに応じてしまう。生きて会えるのは最後になるかも知れないひとときに、二人の感情は燃え上がる。やげて悩んだ末にユリは才臣に恋人になると告げ、甘く危険な恋が始まる。

## 登場人物
声は、ドラマCDおよびボイスコミックの担当声優。

### 主要人物
桜夜才臣（おうや としおみ）
声 - 増田俊樹
桜夜組の若頭。35歳。裏の世界で本気で桜夜に歯向かう者が存在しないほど強大な権力を持っている。
ユリとの初対面の時、危険な状況で友人を守る行動に出たユリの芯の強さに惹かれ溺愛している。
ユリ
声 - 伊藤かな恵
女子大生。20歳。気が強くはっきりとした性格。友達思いで正義感が強い。中・高とバスケ部で体力には自信がある。
一緒にいる時に遭遇した才臣の狙撃事件をきっかけに才臣に対する思いを自覚し、才臣に恋人になると告げる。

### 才臣の関係者
桜夜秀一朗（おうや しゅういちろう）
桜夜組・組長。才臣の父。
ユリに「ヤクザとは縁を切りな」と才臣と別れるように言うが、ユリからは大好きなので別れられないと言い切られている。
桜夜伊織（おうや いおり）/ マオ
才臣の異母兄。桜夜組を出て中国最大の非合法組織「蛇蠍（じゃかつ）」に入り、前総帥を殺害し、後継の総帥となる。
久しぶりに再会した父・秀一朗と才臣を前にして桜夜組に蛇蠍との奴隷ビジネスのパートナーの話を持ちかける。
省吾（しょうご）
桜夜組・組員。才臣が幼少の頃からのお守り役で、現在も才臣に頼りにされている。
ギン
桜夜組・組員。省吾の弟分のような関係。
才臣の母
桜夜組の姐さん。才臣のことを「脳内花畑のバカ息子」と言い放ち、ユリと別れさせようとする。

### ユリの友人・関係者
マイ
ユリと同じ大学の友人。ユリ、エリナとともに中高とバスケ部にいた。ユリと一緒にホームパーティーに行き、才臣から名刺をもらっている。
「蛇蠍」の拉致事件で、ユリが才臣の恋人であると知り、もう危険な目に遭いたくないので、才臣と別れないと友だちをやめると言っている。
エリナ
ユリと同じ大学の友人。情報通でお喋り。恋愛でもマシンガントークが原因で振られることがあるらしい。
中国マフィア「蛇蠍」にユリ、マイと共に拉致され、奴隷オークションにかけられそうになった。
ジン
暴力団担当刑事。ユリの幼なじみで、ユリからは兄のように慕われている。
ユリがヤクザの才臣と付き合っていると知り、別れさせようと必死になる。
クラブのママ
高級クラブのママ。ユリが才臣の誕プレの購入目的に、エリナの紹介でサクラという源氏名でヘルプのアルバイトをしていた。
ユリは名だたる客からの指名と名刺殺到だったが、縄張りの巡回に来た才臣が指名客がユリに落とす金は俺が出すからと退店させている。

### ユリの家族
ユリの父
いつもは家族を笑わせる優しい父。ユリと才臣との関係を知り、家族でユリと才臣のいる家を訪ね、才臣を殴りつけている。
いくら説得しても才臣とは別れないというユリを、もう家族ではないと家から追い出している。
ユリの母
いつもは優しく笑顔の母。「蛇蠍」の拉致事件がきっかけで才臣とのことを知り涙が止まらなかった。
ダイチ、ダイゴ
ユリの兄たち。

### その他
セミリオ
ロシアマフィアのボス。才臣に対して強烈なライバル心を持っている。
才臣とユリの上海旅行中にユリを拉致して手を出そうとし、才臣を激怒させている。
蝶子（ちょうこ）
Cerisier（スリジエ）のママ。才臣をモノにしようと様々な策略を弄する。
ユリをチンピラに襲わせようとして、才臣からは切り捨てられるが、その事を恨んで才臣を刃物で襲っている。
浩然（ハオラン）
伊織（マオ）の部下。マオとは10代の頃から一緒に死線を乗り越えてきた戦友。
経営する「天翔道場」に体験入学してきたユリ、マイ、エリナを騙して拉致し、マオの指示で奴隷オークションにかけようとする。

## 書誌情報
- 箕野希望『恋と弾丸』小学館〈Cheese!フラワーコミックス〉、全12巻
  1. 2019年2月26日発売[12]、ISBN 978-4-09-870395-1
  2. 2019年5月24日発売[13]、ISBN 978-4-09-870486-6
  3. 2019年9月26日発売[14]、ISBN 978-4-09-870611-2
  4. 2020年1月24日発売[15]、ISBN 978-4-09-870797-3
  5. 2020年5月26日発売[16]、ISBN 978-4-09-871001-0
  6. 2020年9月25日発売[17]、ISBN 978-4-09-871079-9
  7. 2021年1月26日発売[18]、ISBN 978-4-09-871249-6
  8. 2021年5月26日発売[19][20]、ISBN 978-4-09-871319-6
    - 描きおろしコミック＆ポストカード小冊子つき特装版（同日発売[19][21]）、ISBN 978-4-09-943088-7

  9. 2021年9月24日発売[22]、ISBN 978-4-09-871416-2
  10. 2022年1月26日発売[23]、ISBN 978-4-09-871571-8
  11. 2022年5月26日発売[24]、ISBN 978-4-09-871642-5
  12. 2022年11月25日発売[7]、ISBN 978-4-09-871841-2
    - 超豪華特装版（同日発売[19][25]）、ISBN 978-4-09-943120-4

## テレビドラマ
2022年10月28日（27日深夜）から12月23日（22日深夜）まで毎日放送の深夜ドラマ枠『ドラマ特区』で放送された。主演は古川雄大と馬場ふみか。
ディズニー+で配信されていることにより、本作はタイなどのアジア圏で反響を得ている。MBSプロデューサーの上浦侑奈によると、その原因は「ヤクザという概念が海外にはない」ため、日本的な話として受け入れられているからである。

### キャスト

#### 主要人物
桜夜才臣（おうや としおみ）
演 - 古川雄大
ヤクザ・桜夜組の若頭。裏の世界では本気で逆らう者はいないほど強大な力を持つ。
ユリ
演 - 馬場ふみか
女子大生。勝ち気で、はっきりとした性格。正義感が強く友だち思い。
様々な葛藤の末に才臣の恋人になることを決意する。

#### 才臣の関係者
桜夜秀一朗（おうや しゅういちろう）
演 - 大澄賢也
桜夜組の組長。才臣の父親。
省吾（しょうご）
演 - 七瀬公 
桜夜組の組員。才臣の部下。才臣が子供の頃からの付き合いで、頼りにされている。
ギンジ
演 - 山中柔太朗
桜夜組の組員。才臣の部下で、省吾の弟分。原作の「ギン」にあたる。
蝶子（ちょうこ）
演 - 中村静香
高級クラブのNo.1ホステス。才臣に思いを寄せている。
才臣をモノにするためには手段を選ばないところがある。
ママ
演 - 橋本マナミ
高級クラブ・小料理屋のママ。店は桜夜組が守っている。
聞き上手な人柄のため、周囲の良き相談相手となっている。

#### ユリの関係者
ジン
演 - 木村慧人（FANTASTICS from EXILE TRIBE）
幼なじみ。暴力団担当の刑事。
マイ
演 - 新井舞良
大学の友人。ユリ、エリナとともに中高とバスケ部にいた。
エリナ
演 - 中尾有伽
大学の友人。情報通。
ユリ、マイとともに、ユリが才臣と出会うことになるパーティーに参加する。

#### その他
セミリオ
演 - 黒羽麻璃央
マフィアのボス。執着心が強く、才臣のことは認めている反面、強い対抗心を持つ。

#### ゲスト

##### 第壱話
パーティーの主催者
演 - 才川コージ
ユリたちが参加したパーティーの主催者。態度が悪かったため、ユリに締め上げられる。
違法ドラッグパーティーの参加者
演 - Rio、ドルジ勇太、足立学
ユリとマイが迷い込んだ部屋で違法ドラッグパーティーをしていた。
現場を目撃されたため、2人をドラッグ漬けにして「共犯」にしようとした。

##### 第参話
ヤクザ
演 - 広沢俊、世良佑樹
ママの経営する小料理屋で、桜夜組組長がいるとも知らずに椅子を壊すなどの乱暴を働く。
そのため、店にいたユリに投げ飛ばされ、さらに桜夜組組長に締め上げられる。

##### 第四話
チンピラ
演 - 浜名一聖、那須一南
蝶子に金で雇われ、ユリに乱暴しようとする。
ホステス
演 - 飯野雅
蝶子と同じ店で働いていたホステス。

##### 第伍話
刑事
演 - 尾崎右宗（第六話）
ジンの先輩刑事。

##### 第七話
セミリオの手下
演 - 内ヶ崎ツトム（第八話）、渡辺潤（第八話）
セミリオの手下の女性
演 - 椿原愛（第八話）、染野有来（第八話）
中国料理店の店員に成りすまし、ユリを拉致する。（第八話）

### スタッフ
- 原作 - 箕野希望『恋と弾丸』（小学館「Cheese!フラワーコミックス」刊）
- 監督 - スミス、椿本慶次郎、戸塚寛人
- 脚本 - 舘そらみ
- オープニング - ちゃんみな「Angel」（WARNER MUSIC JAPAN）[34]
- エンディング - NAQT VANE「TOUCH」（avex trax）[34]
- アクション - 澤野和馬
- 撮影協力 - 東京海洋大学
- 制作プロダクション - ソケット
- 製作 - 「恋と弾丸」製作委員会・MBS

### 放送日程
| 話数   | 放送日   | 放送日       | サブタイトル | 監督       |
| 話数   | 毎日放送 | テレビ神奈川 | サブタイトル | 監督       |
| ------ | -------- | ------------ | ------------ | ---------- |
| 第壱話 | 10月28日 | 10月27日     | 桜と百合     | スミス     |
| 第弐話 | 11月04日 | 11月03日     | 狂気と驚喜   | スミス     |
| 第参話 | 11月11日 | 11月10日     | 父と子       | 椿本慶次郎 |
| 第四話 | 11月18日 | 11月17日     | 愛と嫉妬     | 椿本慶次郎 |
| 第伍話 | 11月25日 | 11月24日     | 蝶と毒薬     | 椿本慶次郎 |
| 第六話 | 12月02日 | 12月01日     | 幼馴染と恋敵 | 戸塚寛人   |
| 第七話 | 12月09日 | 12月08日     | 嘘と約束     | 戸塚寛人   |
| 第八話 | 12月16日 | 12月15日     | 酒と傷       | スミス     |
| 最終話 | 12月23日 | 12月22日     | 恋と弾丸     | スミス     |

### ネット局
| 放送期間                  | 放送時間                     | 放送局       | 対象地域   | 備考              |
| ------------------------- | ---------------------------- | ------------ | ---------- | ----------------- |
| 2022年10月27日 - 12月22日 | 木曜 23:00 - 23:30           | テレビ神奈川 | 神奈川県   | 1時間50分先行放送 |
| 2022年10月28日 - 12月23日 | 金曜 0:50 - 1:20（木曜深夜） | 毎日放送     | 近畿広域圏 | 製作局            |
|                           | 金曜 23:00 - 23:30           | 千葉テレビ   | 千葉県     |                   |
| 2022年11月3日 - 12月29日  | 木曜 22:30 - 23:00           | とちぎテレビ | 栃木県     |                   |
|                           | 木曜 23:30 - 翌 0:00         | テレビ埼玉   | 埼玉県     |                   |
|                           |                              | 群馬テレビ   | 群馬県     |                   |
| 2023年4月21日 -           | 金曜 1:26 - 1:56（木曜深夜） | 北海道放送   | 北海道     |                   |

### ネット配信
| 配信開始月 | 配信サイト    | 配信料金     | 備考       |
| ---------- | ------------- | ------------ | ---------- |
| 2022年10月 | TVer          | 広告付き無料 | 見逃し配信 |
| 2022年10月 | MBS動画イズム | 広告付き無料 | 見逃し配信 |
| 2022年10月 | GYAO!         | 広告付き無料 | 見逃し配信 |
| 2022年10月 | Disney+       | 定額制有料   |            |

| 毎日放送 ドラマ特区 | 毎日放送 ドラマ特区 | 毎日放送 ドラマ特区      |
| 前番組              | 番組名              | 次番組                   |
| ------------------- | ------------------- | ------------------------ |
| 少年のアビス        | 恋と弾丸            | あなたは私におとされたい |